# Geographic Names Information System
O Geographic Names Information System (GNIS) é uma base de dados que armazena nomes e informação toponímica sobre localidades e mais de 2 milhões de referências a locais geográficos e culturais por toda a extensão dos Estados Unidos e dos seus territórios. É um tipo de gazetteer, e foi desenvolvido pelo Serviço Geológico dos Estados Unidos em cooperação com a Junta dos Estados Unidos em Nomes Geográficos (BGN) para promover a padronização dos nomes geográficos.
A base de dados faz parte de um sistema que inclui também nomes em mapas topográficos e referências bibliográficas. Os nomes de livros e mapas históricos sobre o lugar ou localidade estão citados. As variantes de nomes, as alternativas aos nomes oficiais federais para um lugar, também se registam.. A base de dados nunca elimina uma entrada, "salvo nos casos de duplicação óbvia".